# Patinação artística na Universíada de Inverno de 1987
As competições de patinação artística na Universíada de Inverno de 1987 foram disputadas em Štrbské Pleso, Tchecoslováquia, entre 21 e 28 de fevereiro de 1987.

## Medalhistas
| Evento               | Ouro                                                  | Prata                                             | Bronze                                               | Ref.  |
| -------------------- | ----------------------------------------------------- | ------------------------------------------------- | ---------------------------------------------------- | ----- |
| Individual masculino | Petr Barna · Tchecoslováquia                          | Vitali Egorov · União Soviética                   | Paul Wylie · Estados Unidos                          | [ 1 ] |
| Individual feminino  | Larisa Zamotina · União Soviética                     | Stefanie Schmid · Suíça                           | Yvonne Gómez · Estados Unidos                        | [ 1 ] |
| Duplas               | Elena Kvitchenko · Rashid Kadyrkaev · União Soviética | Elena Bechke · Valeri Kornienko · União Soviética | Calla Urbanski · Michael Bilcharski · Estados Unidos | [ 1 ] |
| Dança no gelo        | Kathrin Beck · Christoff Beck · Áustria               | Maia Usova · Alexander Zhulin · União Soviética   | Svetlana Liapina · Gorsha Sur · União Soviética      | [ 1 ] |

## Quadro de medalhas
| Ordem | País            | Medalha de ouro | Medalha de prata | Medalha de bronze |    |
| ----- | --------------- | --------------- | ---------------- | ----------------- | -- |
| 1     | União Soviética | 2               | 3                | 1                 | 6  |
| 2     | Áustria         | 1               |                  |                   | 1  |
| 2     | Tchecoslováquia | 1               |                  |                   | 1  |
| 4     | Suíça           |                 | 1                |                   | 1  |
| 5     | Estados Unidos  |                 |                  | 3                 | 3  |
| TOTAL | TOTAL           | 4               | 4                | 4                 | 12 |